# Aralia thomsonii
Aralia thomsonii là một loài thực vật có hoa trong Họ Cuồng. Loài này được Seem. ex C.B.Clarke mô tả khoa học đầu tiên năm 1879.